# Асланян, Норайр
Нора́йр Асланян (ранее Нора́йр Маме́дов; арм. Նորայր Ասլանյան; 25 марта 1991, Караундж, Армянская ССР, СССР) — армянский и нидерландский футболист, нападающий нидерландского любительского клуба «Хофддорп». Выступал в национальной сборной Армении.

## Биография
Родился в селе Караундж, в Армении. Вскоре семья переехала в Европу.

## Клубная карьера
В Нидерландах начал заниматься футболом в 13 лет в детско-юношеской школе «Гронингена». В 17 лет стал чемпионом Нидерландов в составе юношеской команды. Участвовал в юношеском турнире, состоявшемся в США, где занял 2-е место.
При игре в любительской команде футболиста заметили тренеры главной команды. В 2009 году Мамедов был отдан в аренду молодёжному составу «Вендама»; в дебютной игре забил два гола. В октябре 2010 года был арендован клубом «Камбюр», выступавшем в Эрстедивизи, однако продолжал тренироваться в составе «Гронингена» по соглашению команд. В составе «Камбюра» дебютировал 15 октября в матче с «Валвейком» (1:1). Всего во время аренды провёл семь матчей в чемпионате и одну игру в Кубке Нидерландов.
Первую игру в составе «Гронингена» Мамедов провёл 3 марта 2011 года; в рамках Эредивизи команда уступила дома «Хераклесу» 1:4. Нападающий сыграл ещё в четырёх играх чемпионата. Так и не став игроком основы «Гронингена», Мамедов был куплен клубом ПЕК Зволле. По завершении аренды Асланян вернулся в «Зволле» контракт с которым заканчивался летом 2013 года. В июле того же года он был представлен в качестве игрока клуба «Виллем II», с которым заключил двухлетнее соглашение.
В июле 2014 года перешёл на правах аренды в клуб «Алмере Сити».

## Карьера в сборной
20 февраля 2012 года тренер сборной Армении Вардан Минасян огласил список игроков для подготовки к предстоящим контрольным поединкам с национальными командами Сербии и Канады. Среди приглашенных значилось и имя Норайра Мамедова. Однако футболист был вынужден отказаться от участия в февральских матчах. Причиной этому явилась травма, полученная в играх за клуб, и, как следствие, потеря места в составе клуба. Позже стало известно, что Мамедов отметит свой дебют в сборной в майских контрольных матчах. Однако, ввиду проблем с документами, футболисту и в этот раз было не суждено сыграть за сборную. В январе 2013 года стало известно, что Норайр Мамедов вновь был приглашен в сборную Армении. Тогда же стало известно, что ради выступления за сборную он сменил свою фамилию. По новому паспорту фамилия футболиста — Асланян. Однако в чемпионате Нидерландов, до окончательного решения вопроса с документами, выступал под фамилией Асланян-Мамедов (арм. Ասլանյան-Մամեդով). По словам футболиста, выступление за сборную Армении является его давней мечтой.
За сборную футболист провёл 7 товарищеских и 1 отборочный матч чемпионата мира 2014 года (вышел в дополнительное время матча Дания—Армения 11 июня 2013 года).

## Достижения
«Зволле»
- Чемпион Первого дивизиона: 2011/12

«Виллем II»
- Чемпион Первого дивизиона: 2013/14

«Алашкерт»
- Чемпион Армении: 2017/18

## Игровые качества
На поле действует в линии атаки. Всегда нацелен на ворота. Может выступать на любой позиции: и слева, и справа, и как центрфорвард. Периодически выступает на позиции под нападающим. Главные качества сильный удар с обеих ног и высокая стартовая скорость.

## Личная жизнь
На руке имеются татуировки, на которых изображены розы и написанные по-армянски первые буквы имён близких футболиста.

## Статистика выступлений
| Сезон            | Клуб             | Лига             | Чемпионат | Чемпионат | Кубок | Кубок | Еврокубки | Еврокубки | Суперкубок | Суперкубок |  | Всего за сезон | Всего за сезон |
| Сезон            | Клуб             | Лига             | Игры      | Голы      | Игры  | Голы  | Игры      | Голы      | Игры       | Голы       |  | Игры           | Голы           |
| ---------------- | ---------------- | ---------------- | --------- | --------- | ----- | ----- | --------- | --------- | ---------- | ---------- |  | -------------- | -------------- |
| 2009/10          | Камбюр           | Первый дивизион  | 7         | 0         | 1     | 0     | 0         | 0         | 0          | 0          |  | 8              | 0              |
| 2010/11          | Гронинген        | Высший дивизион  | 6         | 0         | 0     | 0     | 0         | 0         | 0          | 0          |  | 6              | 0              |
| 2011/12          | Зволле           | Первый дивизион  | 28        | 5         | 1     | 0     | 0         | 0         | 0          | 0          |  | 29             | 5              |
| 2012/13          | Эммен            | Первый дивизион  | 27        | 5         | 2     | 0     | 0         | 0         | 0          | 0          |  | 29             | 5              |
| 2013/14          | Виллем II        | Первый дивизион  | 22        | 2         | 0     | 0     | 0         | 0         | 0          | 0          |  | 22             | 2              |
| 2014/15          | Алмере Сити      | Первый дивизион  | 33        | 7         | 2     | 0     | 0         | 0         | 0          | 0          |  | 35             | 7              |
| 2015/16          | Алмере Сити      | Первый дивизион  | 25        | 4         | 2     | 0     | 0         | 0         | 0          | 0          |  | 27             | 4              |
| 2016/17          | Телстар          | Первый дивизион  | 0         | 0         | 0     | 0     | 0         | 0         | 0          | 0          |  | 0              | 0              |
| 2017/18          | Эммен            | Первый дивизион  | 6         | 1         | 0     | 0     | 0         | 0         | 0          | 0          |  | 6              | 1              |
| 2018/19          | Катвейк          | Второй дивизион  | 32        | 6         | 1     | 0     | 0         | 0         | 0          | 0          |  | 33             | 6              |
|                  |                  |                  |           |           |       |       |           |           |            |            |  |                |                |
| Всего за карьеру | Всего за карьеру | Всего за карьеру | 195       | 30        | 9     | 0     | —         | —         | —          | —          |  | 204            | 30             |